# سه خواهر و برادر جسور
سه خواهر و برادر جسور (انگلیسی: Three Bold Siblings؛‏ کره‌ای: 삼남매가 용감하게) یک مجموعه تلویزیونی محصول کره جنوبی سال ۲۰۲۲ با بازی لی هانا، لیم جو هوان، لی ته سونگ، کیم سونگ سو، کیم سو اون و لی یو جین است. این مجموعه از ۲۴ سپتامبر ۲۰۲۲ تا ۱۹ مارس ۲۰۲۳، روزهای شنبه و یکشنبه ساعت ۲۰:۰۰ (کی‌اس‌تی) از کی‌بی‌اس۲ پخش شد.

## بازیگران

### اصلی
- لی هانا در نقش کیم ته جو[۵]
  - کی سو یو در نقش جوانی کیم ته جو[۶]
- لیم جو هوان در نقش لی سانگ جون[۵]
  - گو کیونگ مین در نقش جوانی لی سانگ جون[۷]
- لی ته سونگ در نقش چا یون هو[۸]
- کیم سونگ سو در نقش شین مو یونگ[۸]
- کیم سو اون در نقش کیم سو ریم[۸]
- لی یو جین در نقش کیم گون وو[۸]